# The Gang's All Here
The Gang's All Here är den amerikanska keltisk punk-gruppen Dropkick Murphys andra musikalbum, utgivet 1999. Det var sångaren Al Barrs första album med gruppen, efter att ha ersatt Mike McColgan.

## Låtlista
1. "Roll Call" - 0:32
2. "Blood and Whiskey" - 1:48
3. "Pipebomb on Lansdowne" - 1:51
4. "Perfect Stranger" - 1:58
5. "10 Years of Service" - 2:45
6. "Upstarts and Broken Hearts" - 2:57
7. "Devil's Brigade" - 1:28
8. "Curse of a Fallen Soul" - 3:01
9. "Homeward Bound" - 2:01
10. "Going Strong" - 3:06
11. "The Fighting 69th" - 3:13
12. "Boston Asphalt" - 1:40
13. "Wheel of Misfortune" - 3:50
14. "The Only Road" - 2:12
15. "Amazing Grace" - 2:39
16. "The Gang's All Here" - 7:59